# British Security Coordination

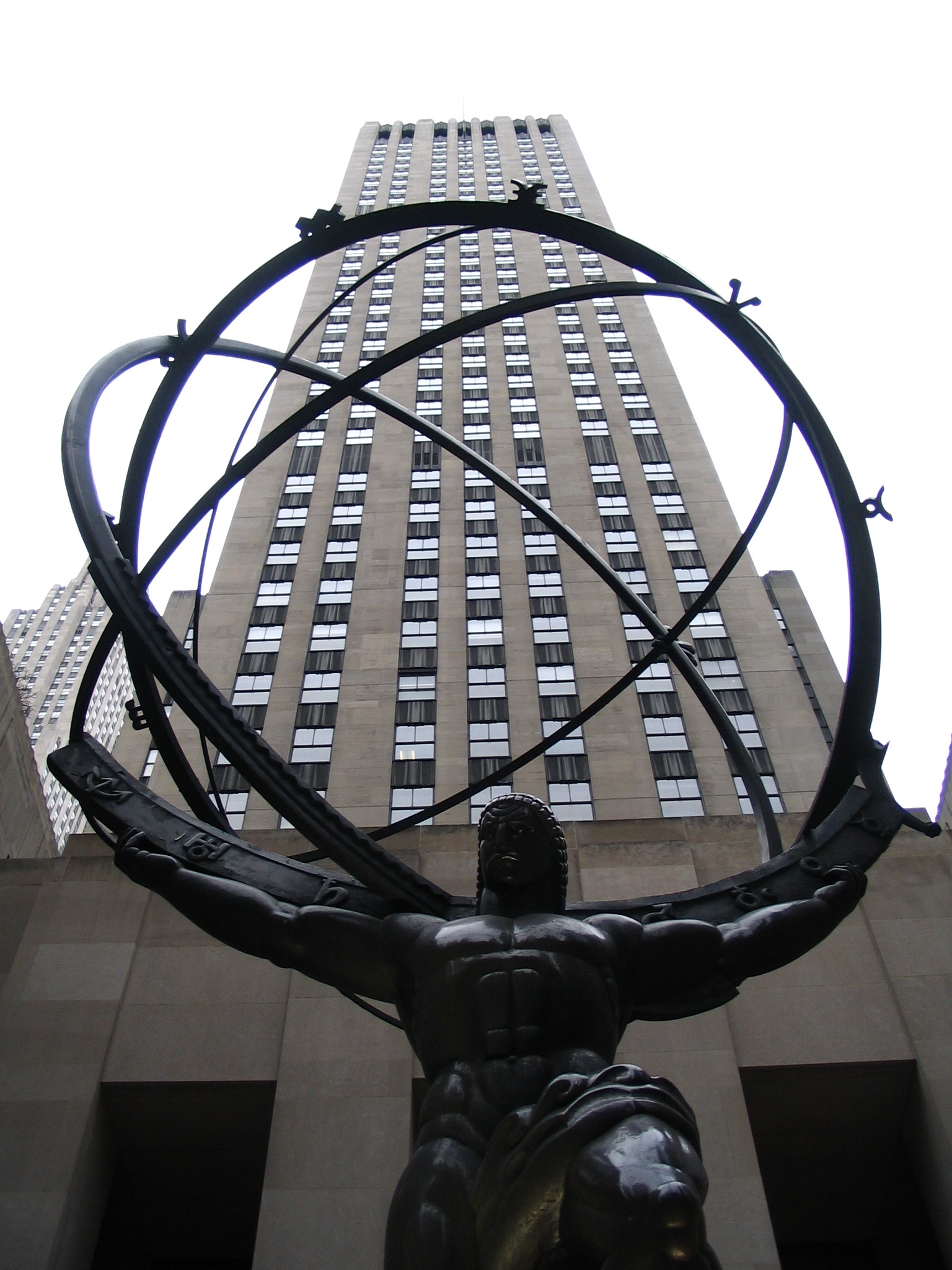
Durant la Seconde Guerre mondiale le BSC est logé aux 35e et de l'International Building, situé au sein du Rockfeller Center à New-York.

Le British Security Coordination (BSC) (en français : Service de coordination de la sécurité britannique) est une organisation clandestine mise en place à New York par le Secret Intelligence Service britannique (SIS, ou MI6) en mai 1940, sur autorisation du Premier ministre Winston Churchill.
Son but est d'enquêter sur les activités de l'ennemi, d'empêcher le sabotage contre les intérêts britanniques dans les Amériques, et de mobiliser l'opinion pro-britannique sur le continent américain. Avec des campagnes massives de propagande, la BSC réussit à influencer le Herald Tribune, New York Post, Baltimore Sun, et la radio New York Worldwide. Les fausses informations diffusées depuis le Rockefeller Center sont reprises par d'autres radios et journaux, avant d'être retransmises au public américain. L'antigermanisme permet la publication d'articles dans d'importants organes de presse américain.
Un « bureau britannique de contrôle des passeports » (British Passport Control Office) sert de couverture au BSC. Il bénéficie du soutien du chef de l'Office of Strategic Services des États-Unis, William Joseph Donovan, dont l'organisation est modelée sur les activités britanniques, et du président des États-Unis, Franklin D. Roosevelt, farouchement antinazi.

## Commencement

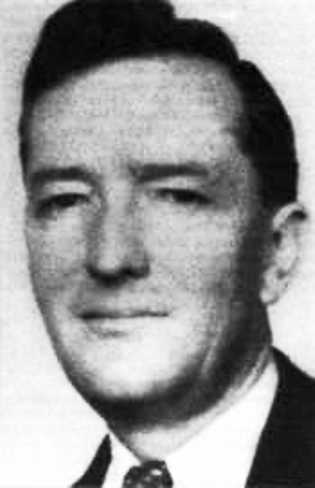
En tant que dirigeant de la British Security Coordination, William Stephenson a pour mission de faire passer l'opinion publique américaine d'une position isolationniste à un soutien à la participation des États-unis dans la Seconde Guerre mondiale.

En 1939, la déclaration de guerre à l'Allemagne par les Britanniques, le 3 septembre, entraîne une rupture de liaison entre le SIS et le FBI en raison des lois des années 1930 sur la neutralité. Le responsable du SIS envoie William Stephenson aux États-Unis pour vérifier si l'organisation peut continuer à fonctionner. Bien que J. Edgar Hoover y soit favorable, il ne peut aller à l'encontre du Ministère des affaires étrangères sans autorisation; il considère également que, s'il obtient l'autorisation, elle doit impliquer une liaison personnelle entre Stephenson et lui-même sans qu'aucun autre ministère en soit informé. Dans cette éventualité Roosevelt approuve la coopération.
La liaison est nécessaire car les ennemis des Britanniques sont présents aux États-Unis, qui peuvent compter sur le soutien des immigrants allemands et italiens. Mais les autorités américaines ne s'intéressent pas aux activités qui ne sont pas directement dirigés à leur encontre.
Le rapport de Stephenson concernant la situation américaine préconise la création d'une organisation secrète qui agirait au-delà des simples activités du SIS, qui couvrirait toutes les opérations secrètes qui pourraient aider le Royaume-Uni, et permettrait l'entrée des États-Unis dans la guerre. Cette mission est confiée à Stephenson qui l'assure sous la couverture d'officier de contrôle des passeports en juin 1940. Bien que l'organisation à New York laisse à désirer, Stephenson peut compter sur sa relation personnelle avec Hoover, le soutien du Canada, de l'ambassadeur britannique et de ses connaissances aux États-Unis.

## Opérations
Le bureau, qui fut établi pour les services de renseignement et de propagande, a pour principales missions de promouvoir les intérêts britanniques aux États-Unis, contrer la propagande nazie et protéger les convois de l'Arctique des sabotages de l'ennemi.
Le BSC est inscrit en tant qu'établissement étranger par le Ministère des affaires étrangères. Il opère dans les bureaux du Rockefeller Center et est connu comme l'Office britannique de contrôle des passeports. Le BSC agit en tant que siège administratif pour le SIS et la Direction des opérations spéciales (Special Operations Executive). Il assure la liaison entre les États-Unis, la sécurité britannique et les services de renseignements.
En 1940, un agent allemand, Weldrick, qui travaille sur des systèmes de sabotage des compagnies pétrolières américaines, est démasqué par le New York Herald Tribune. L'expulsion de Weldrick des États-Unis et la démission forcé du dirigeant de Texaco entraînent un scandale public. 
Le BSC crée une station de radio WRUL, indépendante et non lucrative, à ondes courtes, qui diffuse les histoires qu'elle souhaite disséminer dans le monde entier. Le fait que la station de radio ait un large nombre d'auditeurs qui correspondent avec elle permet de connaitre les réactions aux informations diffusées. La station est alors sous le couvert de la BSC ; après l'entrée en guerre des États-Unis, WRUL est reprise en main par les États-Unis.
C'est par l'intermédiaire de la BSC que les Britanniques font l'acquisition d'un puissant transmetteur “Aspidistra”, utilisé par la Direction de la guerre politique (Political Warfare Executive) pour la propagande, la diffusion de la BBC à l'étranger et la Royal Air Force dans la guerre contre l'Allemagne. La BSC fait de même et acquiert un transmetteur afin de communiquer avec le Royaume-Uni. Le transmetteur, sous le nom de “Hydra”, est basé à l'école de formation — Camp X (en) — de la BBC, à Whitby, en Ontario. Avant, et après l'entrée des États-Unis dans la guerre, le Camp X est utilisé pour former le personnel américain.
Bien qu'à cette époque le président américain et le Premier ministre britannique coopèrent, l'arrivée d'espions britanniques agace J. Edgar Hoover, directeur du Federal Bureau of Investigation (FBI), et déplait au Ministère des affaires étrangères. En dépit de leurs désaccords, Stephenson et Hoover coopèrent dans des opérations d'espionnage contre les activités nazies aux États-Unis. Bien qu'ils soient d'accord pour qu'aucun Américain ne travaille pour les Britanniques, le BSC fit le contraire. Les Américains qui furent recrutés dans la BSC recevaient des numéros d'identification commençant par les chiffres 4 et 8, évoquant le nombre d'États aux États-unis d'alors.
Le romancier William Boyd, dans un article de 2006 pour The Guardian, déclare que même si le nombre total d'agents du BSC qui opéraient aux États-Unis est inconnu, il estime que leur nombre doit tourner autour d'une centaine de personnes, montant peut-être jusqu'à 3 000 personnes.
Noël Coward rencontre Stephenson, communément appelé « Little Bill », à la fin du mois de juin 1940 pendant une tournée mondiale de propagande. Il écrit que la suite de Hampshire House, avec ses fleurs de chintz grimpant sur les murs extérieurs, lui est devenue agréablement familière, et que Stephenson prend en quelques années une influence significative sur sa vie. Stephenson lui offrit un travail, mais Londres mit son veto.

## Lutte contre la contrebande et sécurité maritime
À cette époque, l’Amérique du Sud est neutre et représente une source importante de commerce pour les forces de l’Axe. Son importance croît après l’entrée des États-Unis dans la guerre. 
La compagnie aérienne italienne LATI effectue un service transatlantique entre Rome et Rio de Janeiro (Brésil) constituant une voie de passage pour des produits recherchés (platine, mica, diamants etc.), des agents et des valises diplomatiques. Le gouvernement brésilien est lié à la compagnie par l’intermédiaire du beau-fils du président. Il est approvisionné aux États-Unis par la compagnie Standard Oil, en dépit des protestations du Ministère des affaires étrangères, ce qui empêche toute connexion officielle. Pour diminuer ce trafic, la BSC décide d'interférer avec les activités des Brésiliens, le sabotage étant un mal temporaire. À cette fin, le BSC rédige une fausse lettre d’une telle exactitude que son authenticité ne peut être remise en question, même après examen d'un juriste. La lettre prétend venir du siège social de LATI et est envoyée à un cadre de la compagnie en poste au Brésil. La lettre contient des informations compromettantes sur le président brésilien et sur les États-Unis et sous-entend l’existence de connexions avec un parti fasciste anti-gouvernemental. À la suite du « cambriolage » de la maison de ce cadre, une copie de la lettre en question est remise à un journaliste de l'agence Associated Press, qui la communique immédiatement à l’ambassade américaine. L’ambassade montre ensuite la lettre au président brésilien, Getúlio Vargas, qui ferme immédiatement l'entreprise LATI. Par la suite, le Brésil rompt ses relations avec les puissances de l’Axe pour rejoindre les Alliés.
Pour lutter contre la contrebande de produits à destination et en provenance d’Amérique, la BSC met en place un réseau d’agents de surveillance sur des bateaux marchands. Ces agents sont recrutés parmi les équipages et les capitaines pro-britanniques des vaisseaux marins. À leur arrivée, ils rendent compte de leurs observations, avec des inventaires de cargaison et des listes de passagers, à des agents du port.
Avec des agents surveillants les quais de tous les côtés, des informations sont rassemblées, des listes noires d’employés américains et britanniques estimés douteux sont constituées, et des vaisseaux ou des agents ennemis sont interceptés. En automne 1941, la BSC remet aux États-Unis le contrôle des agents en poste sur les vaisseaux et ports tout en conservant une partie du contrôle et des connexions avec les nouveaux commandants américains.

## Employés importants
- Cedric Belfrage (en)
- Roald Dahl[11] – après qu’il est transféré à Washington D.C comme attaché de l’air
- Dick Ellis (en) – accusé, après la guerre, d’être un espion pour les Allemands et Soviétiques
- Ian Fleming – romancier et espion
- Gilbert Highet (en) – historien, professeur de grec et de latin à l’Université Columbia
- Dorothy Maclean (en)
- Eric Maschwitz (en) – scénariste, parolier, opérateur de radio, agent des services de renseignements
- H. Montgomery Hyde (en) – agent de contre-espionnage des services de renseignements
- David Ogilvy – utilise les techniques de Gallup pour conduire des enquêtes d’opinion
- Walter Thomas Wren
- John Arthur Reid Pepper
- Ivan T. Sanderson
- Amy Elizabeth Thorpe
- Frank Foley[réf. nécessaire]
- Herbert Sichel (en)[12]